# Premi Herder
El Premi Herder, creat el 1963 i anomenat així per Johann Gottfried von Herder, va ser un premi de prestigi internacional, dedicat a la promoció de la recerca, art i literatura, i presentat als estudiosos i artistes d'Europa Central i del Sud-est d'Europa la vida i obra dels quals hagi millorat la comprensió cultural dels països europeus i les seves interrelacions pacífiques.
El jurat era integrat per les universitats alemanyes i austríaques. El finançament del Premi Herder (que s'eleva a 15.000 €) estava garantit per la Fundació Alfred Töpfer d'Hamburg. Els premis es presentaven tradicionalment a la Universitat de Viena cada any i eren lliurats pel President d'Àustria, a qui també s'atorgava el dret de fer un nomenament d'una beca anual (900-1000 € al mes) en una universitat austríaca.
El 2007, el Premi Herder es va fusionar amb un altre fons de la creació d'un premi europeu de nova cultura de 75,000 € i dissenyat per incentivar a artistes joves europeus.

## Llista de guardonats
Aquesta llista està incompleta; pots ajudar a completar-la.
| Any  | Nom                              | Nacionalitat i ocupació                                            |
| ---- | -------------------------------- | ------------------------------------------------------------------ |
| 1964 | Jan Kott                         | Crític de teatre polonès                                           |
| 1965 | Tudor Arghezi                    | Escriptor romanès                                                  |
| 1965 | László Németh                    | Escriptor hongarès                                                 |
| 1966 | Ján Cikker                       | Compositor eslovac                                                 |
| 1967 | Witold Dolsławski                | Compositor polonès                                                 |
| 1967 | Mihai Pop                        | Etnòleg romanès                                                    |
| 1967 | Vladimír Kompánek                | Escultora eslovaca                                                 |
| 1968 | Lajos Vayer                      | Historiador de l'art hongarès                                      |
| 1969 | Pantxo Vladiguèrov               | Compositor, pedagog i pianista búlgar                              |
| 1970 | Gyula Illyés                     | Poeta i novel·lista hongarès                                       |
| 1970 | Zoltan Franjo                    | Poeta i traductor romanès                                          |
| 1971 | Zaharia Stancu                   | Escriptor romanès                                                  |
| 1972 | Gyula Ortutay                    | Etnògraf hongarès                                                  |
| 1972 | Virgil Vătăşianu                 | Historiador de l'art romanès                                       |
| 1972 | Atanas Dalchev                   | Poeta, crític i traductor búlgar                                   |
| 1973 | Zbigniew Herbert                 | Poeta, assagista i moralista polonès                               |
| 1975 | Nichita Stănescu                 | Poeta romanès                                                      |
| 1975 | Gabor Presisch                   | Arquitecte hongarès                                                |
| 1976 | Dezső Keresztury                 | Escriptor, poeta hongarès                                          |
| 1976 | Marín Golemínov                  | Compositor búlgar                                                  |
| 1977 | Eugen Barbu                      | Novel·lista, dramaturg i periodista romanès                        |
| 1977 | Krzysztof Penderecki             | Compositor polonès                                                 |
| 1978 | Béla Gunda                       | Etnògraf hongarès                                                  |
| 1979 | Ferenc Farkas                    | Compositor hongarès                                                |
| 1980 | Emil Condurachi                  | Historiador acadèmic romanès                                       |
| 1981 | Sándor Csoóri                    | Poeta, escriptor hongarès                                          |
| 1982 | Ana Blandiana                    | Poeta, assagista, figura política romanesa                         |
| 1982 | Imre Varga                       | Escultor hongarès                                                  |
| 1983 | Jozef Jankovič                   | Escultor eslovac                                                   |
| 1983 | Novel·lista i assagista hongarès |                                                                    |
| 1983 | Adrian Marí                      | Crític literari romanès                                            |
| 1983 | Stoimen Stoilov                  | Artista búlgar                                                     |
| 1984 | Constantin Lucaci                | Escultor romanès                                                   |
| 1985 | Adrian Marí                      | Crític literari, historiador i teòric romanès                      |
| 1986 | Tekla Dömötör                    |                                                                    |
| 1986 | Anatol Vieru                     | Compositor romanès                                                 |
| 1987 | József Ujfalussy                 | Esteta hongarès                                                    |
| 1988 | Ana Blandiana                    | Poeta romanesa                                                     |
| 1988 | Constantin Noica                 | Filòsof i assagista romanès                                        |
| 1988 | György Györffy                   | Historiador hongarès                                               |
| 1990 | Deixen Medaković                 | Historiador de l'art i poeta serbi                                 |
| 1990 | András Vizkelety                 | Filòleg hongarès                                                   |
| 1991 | Marin Sorescu                    | Poeta, dramaturg i novel·lista romanès                             |
| 1991 | Stoimen Stoilov                  | Artista búlgar                                                     |
| 1992 | Zmaga Kumer                      | Musicóloga, erudita eslávica i investigadora del folklore eslovena |
| 1994 | Zigmas Zinkevičius               | Lingüista i historiador lituà                                      |
| 1995 | Sándor Kányádi                   | Poeta hongarès                                                     |
| 1995 | Wisława Szymborska               | Poeta, assagista i traductor polonès                               |
| 1995 | Jaan Undusk                      | Escriptor i crític literari estonià                                |
| 1995 | Milcho Lalkov                    | Historiador, professor búlgar                                      |
| 1996 | Konstantin Iliev                 | Dramaturg búlgar                                                   |
| 1996 | Pēteris Vasks                    | Compositor letó                                                    |
| 1997 | Bogdan Bogdanović                | Arquitecte serbi                                                   |
| 1997 | Ferenc Glatz                     | Acadèmic i professor hongarès                                      |
| 1997 | Jaan Kross                       | Escriptor estonià                                                  |
| 1998 | Imre Bak                         | Artista hongarès                                                   |
| 1998 | Andrei Corbea Hoişie             | Filòleg romanès                                                    |
| 1999 | Mircea Dinescu                   | Poeta, editor i dissident romanès                                  |
| 1999 | István Fried                     |                                                                    |
| 1999 | Svetlana Aleksiévitx             | Periodista d'investigació belarussa                                |
| 2000 | Imre Kertész                     | Escriptor hongarès                                                 |
| 2000 | Milan Kundera                    | Escriptor txec                                                     |
| 2000 | Arvo Pärt                        | Compositor estonià                                                 |
| 2001 | Yuri Andrukhovych                | Escriptor ucraïnès                                                 |
| 2001 | Janez Bernik                     | Pintor eslovè                                                      |
| 2001 | János Böhönyey                   | Arquitecte hongarès                                                |
| 2001 | Marek Kopelent                   | Compositor txec                                                    |
| 2002 | Péter Esterházy                  | Escriptor hongarès                                                 |
| 2003 | Drago Jančar                     | Novel·lista i dramaturg eslovè                                     |
| 2003 | Károly Manherz                   | Germanista, lingüista i professor hongarès                         |
| 2003 | Ana Maria Zahariade              | Arquitecte romanès                                                 |
| 2004 | Theodore Antoniou                | Compositor i director d'orquestra grec                             |
| 2004 | Éva Pócs                         | Etnògraf hongarès                                                  |
| 2005 | Károly Klimó                     | Artista hongarès                                                   |
| 2005 | Hanna Krall                      | Periodista i escriptor polonès                                     |
| 2005 | Primoz Kuret                     | Historiadora i musicòloga eslovena                                 |
| 2005 | Jiří Kuthan                      |                                                                    |
| 2005 | Andrei Marga                     | Professor i filòsof romanès                                        |
| 2005 | Eimuntas Nekrošius               | Director de teatre lituà                                           |
| 2005 | Krešimir Nemec                   | Crític literari croat                                              |
| 2006 | Wlodzimierz Borodziej            | Historiador polonès                                                |
| 2006 | Nicos Hadzinikolau               |                                                                    |
| 2006 | Gabriela Kilianova               | Etnóloga eslovaca                                                  |
| 2006 | Ena Mihkelson                    | Escriptor estonià                                                  |
| 2006 | Vojteh Ravnikar                  | Arquitecte i professor eslovè                                      |